# James A. Bayard

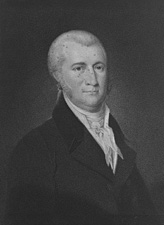
James A. Bayard.

James Asheton Bayard, född 28 juli 1767 i Philadelphia, Pennsylvania, död 6 augusti 1815 i Wilmington, Delaware, var en amerikansk politiker (federalist). Han representerade delstaten Delaware i båda kamrarna av USA:s kongress, först i representanthuset 1797-1803 och sedan i senaten 1804-1813.
Bayard blev tidigt föräldralös och växte upp hos sin farbror John Bayard. Han utexaminerades 1784 från College of New Jersey (numera Princeton University). Han studerade sedan juridik och inledde 1787 sin karriär som advokat i Delaware.
Bayard efterträdde 1797 John Patten som kongressledamot. Han efterträddes 1803 av Caesar A. Rodney. Senator William H. Wells avgick 1804 och efterträddes av Bayard. Eftersom federalisterna var i klar minoritet, upplevde Bayard att det var svårt att påverka i senaten. Han var motståndare till 1812 års krig. Bayard avgick 1813 och efterträddes av företrädaren Wells. Bayard var sedan med om att förhandla freden i Gent.
Bayard var far till två senatorer, Richard H. Bayard och James A. Bayard Jr. Även sonsonen Thomas F. Bayard och sonsonens son Thomas F. Bayard Jr. representerade Delaware i USA:s senat.